# Schuppengroppe
Die Schuppengroppe (Normanichthys crockeri) ist ein kleiner Meeresfisch, der endemisch an der Küste des südöstlichen Pazifik von der peruanischen Insel Chimbote bis zur chilenischen Insel Mocha in Tiefen von 37 bis 200 Metern vorkommt. Ihren wissenschaftlichen Namen erhielt sie zu Ehren des britischen Ichthyologen John Roxborough Norman. In Peru nennt man die Schuppengroppe „Camotillo“, in Chile „Bacaladillo“.

## Merkmale
Schuppengroppen werden elf Zentimeter lang. Ihr Körper ist von Ctenoidschuppen bedeckt, der Kopf ungepanzert. Sie haben zwei fast gleich geformte und gleich große Rückenflossen. Ihre Bauchflossen werden von einem Hart- und fünf Weichstrahlen gestützt. Schuppengroppen haben keine Rippen.

## Systematik
Die systematische Position der Schuppengroppe ist unsicher. Sie wurde in eine eigene, damit monotypische Familie gestellt. Nelson stellt sie in eine eigene Unterordnung (Normanichthyoidei) innerhalb der Drachenkopfartigen (Scorpaeniformes), bei Wiley & Johnson steht sie innerhalb der Groppenüberfamilie Cottoidea.